# Махшур Жусуп
Махшу́р Жусу́п (каз. Мәшһүр Жүсіп) — село у складі Сауранського району Туркестанської області Казахстану. Входить до складу Староіканського сільського округ.
Село утворене 2022 року шляхом виділення частини села Староікан.